# Villiers-sous-Mortagne
Villiers-sous-Mortagne ist eine französische Gemeinde mit 241 Einwohnern (Stand: 1. Januar 2022) im Département Orne in der Region Normandie. Sie gehört zum Arrondissement Mortagne-au-Perche und zum Kanton Mortagne-au-Perche.

## Lage
Die Gemeinde Villiers-sous-Mortagne liegt im Regionalen Naturpark Perche, sechs Kilometer nordöstlich von Mortagne-au-Perche. Nachbargemeinden von Villiers-sous-Mortagne sind Tourouvre au Perche im Norden, Feings im Nordosten, Saint-Mard-de-Réno im Südosten, Loisail im Süden, Mortagne-au-Perche im Südwesten sowie Saint-Hilaire-le-Châtel im Nordwesten.

## Bevölkerungsentwicklung
| Jahr                       | 1962 | 1968 | 1975 | 1982 | 1990 | 1999 | 2011 | 2022 |
| -------------------------- | ---- | ---- | ---- | ---- | ---- | ---- | ---- | ---- |
| Einwohner                  | 313  | 297  | 279  | 287  | 309  | 303  | 326  | 241  |
| Quellen: Cassini und INSEE |      |      |      |      |      |      |      |      |

## Sehenswürdigkeiten
- ' Kirche Saint-Prix

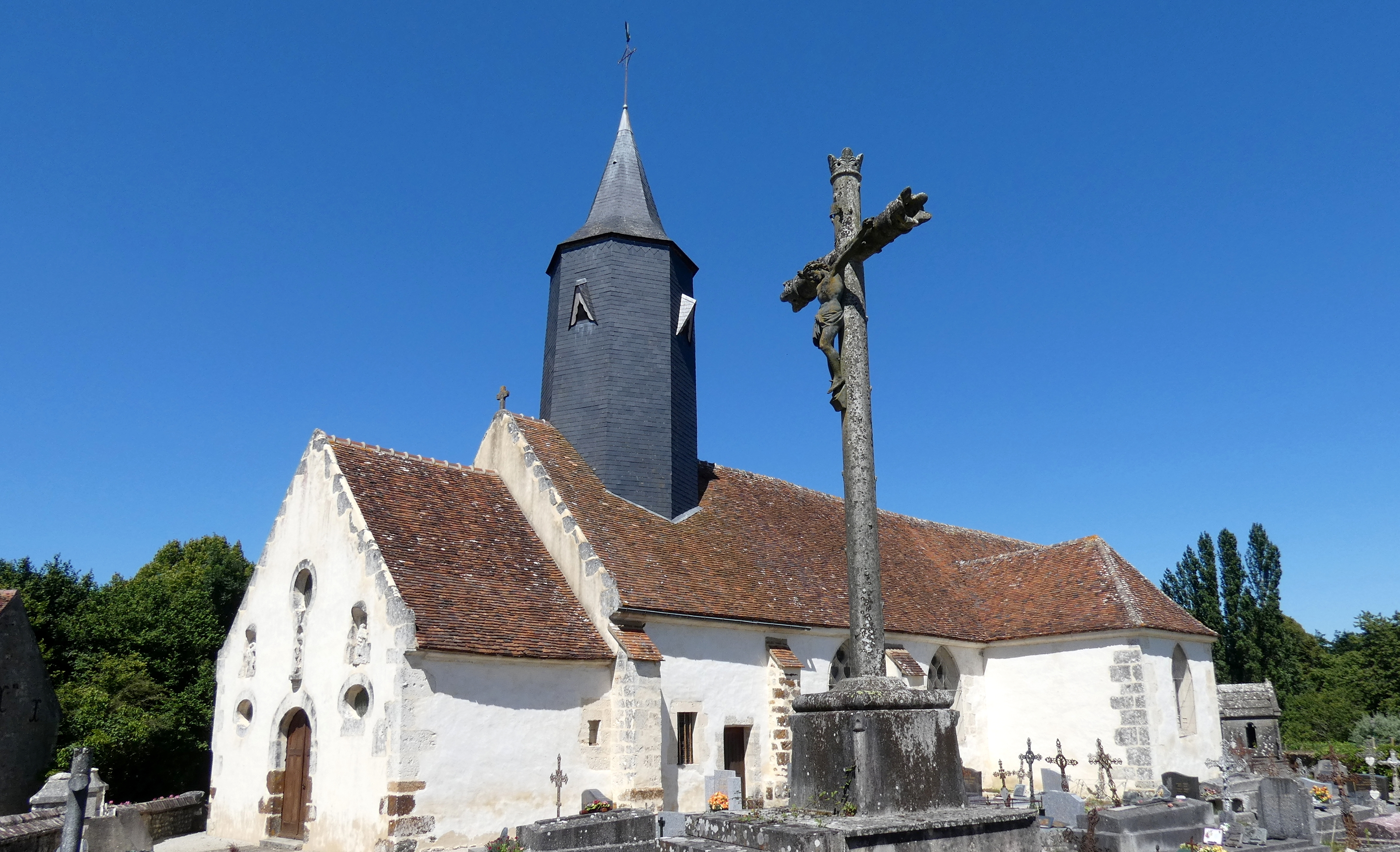
Kirche Saint-Prix
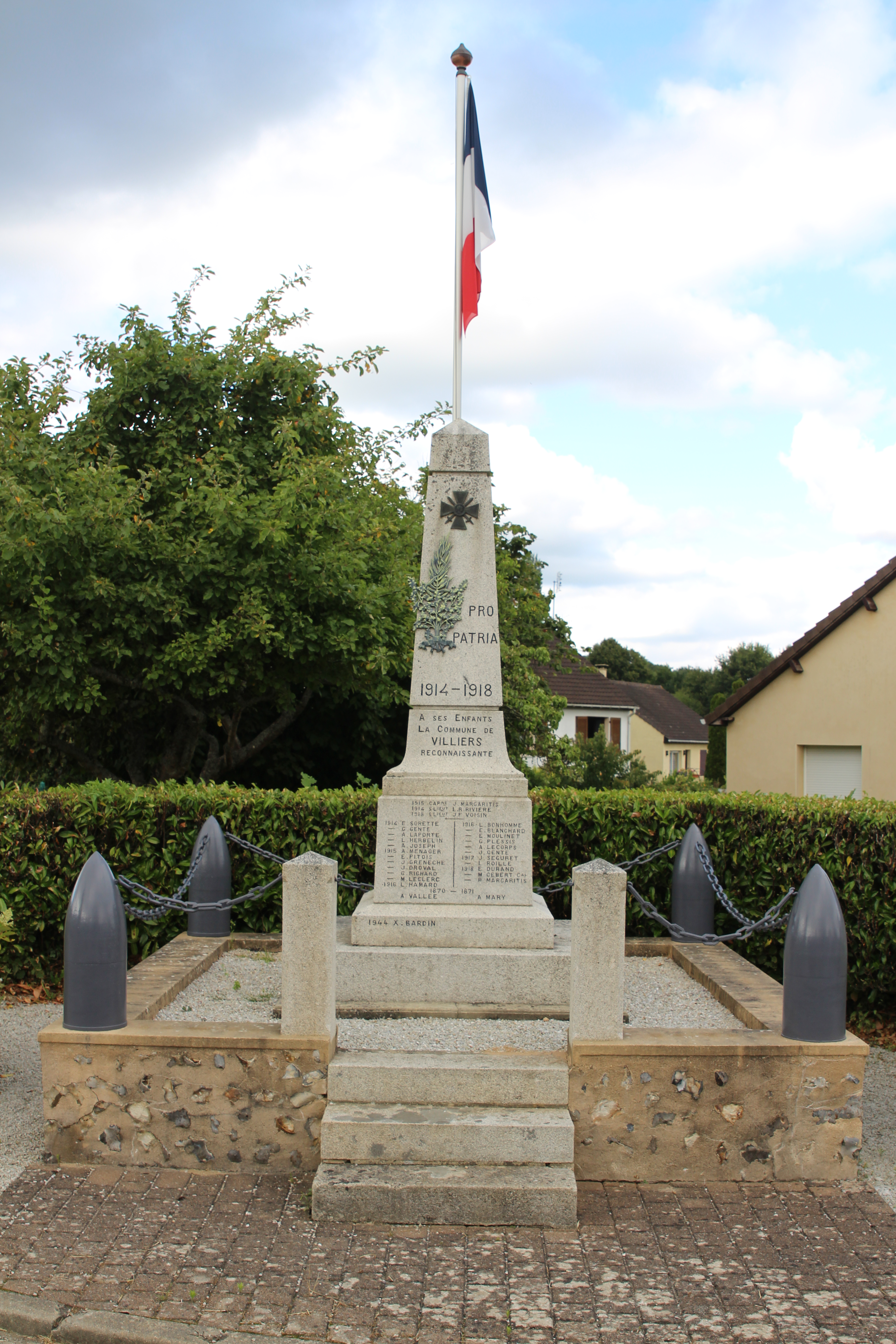
Gefallenendenkmal